# Горбовий Михайло Іванович
Михайло Іванович Горбовий (9 вересня 1896, м. Косів — ?) — український політичний діяч, педагог, художник, різьбяр, ткач-килимар.

## Життєпис
Народився в місті Косів Королівства Галичини та Володимирії (нині Івано-Франківської області) у незаможній родині ткача. Брав участь у побудові і відкритті пам'ятника Т. Шевченкові, відкритого 19 липня 1914 року.
Стрілець Гуцульської сотні УСС, брав участь у Першій світовій війні. У 1920 році — один із організаторів і активний учасник Гуцульського повстання, у зв'язку з цим у 1921 році протягом 9 місяців перебував в ув'язненні. Після звільнення займається активною суспільною діяльністю. У червні 1922 року він стає одним з організаторів «Пласту». У зв'язку з суспільною діяльністю зазнавав нових арештів. Після заборони «Пласту» вступає до Української соціально-радикальної партії, а в 1932 — стає секретарем її повітового комітету. У той же час Горбовий організовує Повітовий Союз Української Поступової Молоді ім. М. Драгоманова «Каменярі».
У 1939 (за іншими данними 1927 р.) заснував у Косові ткацько-килимарську артіль «Гуцульщина».
11 лютого 1941 року заарештований НКВС, подальша його доля невідома. Реабілітований 1964 року.

## Твори
- «Гуцули у Визвольній боротьбі».
- «За кращу долю України»
- «Рік 1920-тий»
- «Виїзд УСС на Велику Україну»
- «Гуцульська сотня УСС»